# Isländischer Fußballpokal der Männer 1995
Der isländische Fußballpokal 1995 war die 36. Austragung des isländischen Pokalwettbewerbs der Männer. Pokalsieger wurde Titelverteidiger KR Reykjavík. Das Team setzte sich im Finale am 27. August 1995 im Laugardalsvöllur von Reykjavík gegen Fram Reykjavík durch und qualifizierte sich damit für den Europapokal der Pokalsieger.

## Modus
Die Begegnungen wurden in einem Spiel ausgetragen. In den ersten zwei Runden nahmen Vereine ab der zweiten Liga abwärts und auch wie zuletzt 1969 Reserveteams (U 23) teil. Die Mannschaften aus der ersten Liga starteten in der dritten Runde. Bei unentschiedenem Ausgang wurde das Spiel zunächst verlängert und gegebenenfalls durch Elfmeterschießen entschieden.

## 1. Runde
| Datum      |                                    | Ergebnis              |                           |
| ---------- | ---------------------------------- | --------------------- | ------------------------- |
| 24.05.1995 | Smástund Vestmannaeyja             | 1:1 n. V. (5:6 i. E.) | Reynir Sandgerði          |
| 24.05.1995 | Höttur Egilsstaðir                 | 0:5                   | þróttur Neskaupstaður     |
| 25.05.1995 | ÍF Framherjar                      | 1:2                   | ÍA Akranes U 23           |
| 25.05.1995 | Snæfell Stykkishólmur              | 1:1 n. V. (4:1 i. E.) | UMF Njarðvík              |
| 25.05.1995 | Ægir þorlákshöfn                   | 1:0                   | Fram Reykjavík U 23       |
| 25.05.1995 | Keflavík ÍF U 23                   | 6:3                   | Bruni Akranes             |
| 25.05.1995 | Völsungur Húsavík                  | 1:0                   | KS Siglufjarðar           |
| 25.05.1995 | Hvöt Blönduós                      | 0:6                   | UMFS Dalvík               |
| 25.05.1995 | þór Akureyri U 23                  | 3:0                   | Leiftur Ólafsfjörður      |
| 25.05.1995 | UMF Einherji                       | 0:3                   | UMF Sindri Höfn           |
| 25.05.1995 | UMF Tindastóll                     | 0:1                   | Magni Grenivík            |
| 25.05.1995 | Hamar Hveragerði                   | 00:12                 | Valur Reykjavík U 23      |
| 25.05.1995 | ÍBV Vestmannaeyja U 23             | 4:3                   | FH Hafnarfjörður U 23     |
| 25.05.1995 | Fjölnir Reykjavík                  | 0:2                   | Breiðablik Kópavogur U 23 |
| 26.05.1995 | KBS Fáskrúðsfjörður/Stöðvarfjörður | 4:1                   | GE Eskifjörður            |

## 2. Runde
| Datum      |                        | Ergebnis              |                                    |
| ---------- | ---------------------- | --------------------- | ---------------------------------- |
| 06.06.1995 | UMF Sindri Höfn        | 1:2                   | þróttur Neskaupstaður              |
| 06.06.1995 | Magni Grenivík         | 0:0 n. V. (6:5 i. E.) | UMFS Dalvík                        |
| 06.06.1995 | ÍBV Vestmannaeyja U 23 | 2:1                   | UMF Skallagrímur                   |
| 06.06.1995 | Leiknir Reykjavík      | 3:1                   | Ægir þorlákshöfn                   |
| 06.06.1995 | Neisti Djúpivogur      | 1:3                   | KVA Eskifjörður/Reyðarfjörður      |
| 06.06.1995 | Léttir Reykjavík       | 0:5                   | Víðir Garði                        |
| 06.06.1995 | GG Grindavík           | 3:1                   | Haukar Hafnarfjörður               |
| 06.06.1995 | Völsungur Húsavík      | 2:0                   | KA Akureyri                        |
| 06.06.1995 | þór Akureyri U 23      | 6:0                   | Neisti Hofsós                      |
| 06.06.1995 | BÍ Ísafjörður          | 1:3                   | Breiðablik Kópavogur U 23          |
| 06.06.1995 | UMF Selfoss            | 3:1                   | Reynir Sandgerði                   |
| 07.06.1995 | Huginn Seyðisfjörður   | 0:0 n. V. (1:3 i. E.) | KBS Fáskrúðsfjörður/Stöðvarfjörður |
| 07.06.1995 | Valur Reykjavík U 23   | 4:2                   | UMF Víkingur                       |
| 07.06.1995 | Keflavík ÍF U 23       | 5:1                   | ÍR Reykjavik                       |
| 07.06.1995 | KR Reykjavík U 23      | 2:1                   | UMF Stjarnan U 23                  |
| 07.06.1995 | ÍA Akranes U 23        | 10:10                 | Snæfell Stykkishólmur              |

## 3. Runde
Teilnehmer: Die sechzehn Sieger der 2. Runde spielten alle zuhause. Zugelost wurden die zehn Vereine der 1. deild 1995, die zwei Absteiger der 1. deild 1994 und die vier Mannschaften, die die Saison 1994 in der zweiten Liga mit Platz drei bis sechs beendeten.
| Datum      |                                    | Ergebnis              |                      |
| ---------- | ---------------------------------- | --------------------- | -------------------- |
| 18.06.1995 | Víðir Garði                        | 0:5                   | KR Reykjavík         |
| 18.06.1995 | KBS Fáskrúðsfjörður/Stöðvarfjörður | 1:3                   | Valur Reykjavík      |
| 18.06.1995 | Keflavík ÍF U 23                   | 1:8                   | ÍA Akranes           |
| 18.06.1995 | KVA Eskifjörður/Reyðarfjörður      | 1:6                   | ÍBV Vestmannaeyja    |
| 18.06.1995 | Magni Grenivík                     | 1:4                   | UMF Grindavík        |
| 18.06.1995 | Breiðablik Kópavogur U 23          | 0:5                   | Keflavík ÍF          |
| 18.06.1995 | Valur Reykjavík U 23               | 4:0                   | Breiðablik Kópavogur |
| 18.06.1995 | GG Grindavík                       | 2:9                   | þróttur Reykjavík    |
| 18.06.1995 | Völsungur Húsavík                  | 0:2                   | FH Hafnarfjörður     |
| 19.06.1995 | KR Reykjavík U 23                  | 1:2                   | Leiftur Ólafsfjörður |
| 19.06.1995 | Leiknir Reykjavík                  | 1:1 n. V. (2:3 i. E.) | þór Akureyri         |
| 19.06.1995 | UMF Sindri Höfn                    | 0:5                   | UMF Stjarnan         |
| 19.06.1995 | UMF Selfoss                        | 1:9                   | Fylkir Reykjavík     |
| 19.06.1995 | ÍBV Vestmannaeyja U 23             | 1:5                   | Fram Reykjavík       |
| 19.06.1995 | ÍA Akranes                         | 2:1                   | Víkingur Reykjavík   |
| 20.06.1995 | þór Akureyri                       | 3:2                   | HK Kópavogur         |

## Achtelfinale
| Datum      |                      | Ergebnis |                      |
| ---------- | -------------------- | -------- | -------------------- |
| 28.06.1995 | Fram Reykjavík       | 1:0      | ÍA Akranes           |
| 28.06.1995 | Keflavík ÍF          | 4:0      | Valur Reykjavík U 23 |
| 28.06.1995 | UMF Stjarnan         | 1:2      | KR Reykjavík         |
| 29.06.1995 | FH Hafnarfjörður     | 0:2      | UMF Grindavík        |
| 29.06.1995 | ÍBV Vestmannaeyja    | 2:3      | þór Akureyri         |
| 29.06.1995 | Leiftur Ólafsfjörður | 3:6      | Fylkir Reykjavík     |
| 29.06.1995 | Valur Reykjavík      | 3:2      | þróttur Reykjavík    |
| 30.06.1995 | ÍA Akranes U 23      | 1:2      | þór Akureyri U 23    |

## Viertelfinale
| Datum      |                 | Ergebnis              |                   |
| ---------- | --------------- | --------------------- | ----------------- |
| 11.07.1995 | KR Reykjavík    | 0:0 n. V. (3:1 i. E.) | þór Akureyri      |
| 12.07.1995 | Valur Reykjavík | 0:2                   | UMF Grindavík     |
| 12.07.1995 | Fram Reykjavík  | 1:0                   | þór Akureyri U 23 |
| 12.07.1995 | Keflavík ÍF     | 2:1                   | Fylkir Reykjavík  |

## Halbfinale
| Datum      |                | Ergebnis              |               |
| ---------- | -------------- | --------------------- | ------------- |
| 31.07.1995 | Fram Reykjavík | 0:0 n. V. (5:4 i. E.) | UMF Grindavík |
| 31.07.1995 | Keflavík ÍF    | 0:1                   | KR Reykjavík  |

## Finale
| Paarung        | KR Reykjavík – Fram Reykjavík |
| Ergebnis       | 2:1 (1:0) |
| Datum          | 27. August 1995 |
| Stadion        | Laugardalsvöllur, Reykjavík |
| Zuschauer      | 4.384 |
| Schiedsrichter | Guðmundur Stefán Maríasson |
| Tore           | 1:0 Hilmar Björnsson (39.) 1:1 Rikhardur Dadason (65.) 2:1 Mihajlo Biberčić (86.) |
| KR Reykjavík   | Kristján Finnbogason – Steinar Adolfsson, Izudin Daði Dervic, Þormóður Árni Egilsson, Sigurður Örn Jónsson – Salih Heimir Porca, Hilmar Björnsson, Einar Þór Daníelsson, Mihajlo Biberčić – Heimir Guðjónsson, Guðmundur Benediktsson (88. Brynjar Gunnarsson). Cheftrainer: Guðjón Þórðarson                                                      |
| Fram Reykjavík | Birkir Kristinsson – Pétur Hafliði Marteinsson, Kristján Jónsson, Valur Fannar Gíslason, Ágúst Ólafsson – Gauti Lexdal (46. Kristinn Hafliðason), Þórhallur Víkingsson, Nökkvi Sveinsson (51. Atli Guðjón Helgason), Atli Stefán Einarsson (65. Þorbjörn Atli Sveinsson) – Steinar Guðgeirsson, Rikhardur Dadason. Cheftrainer: Magnús Már Jónsson |
| Gelbe Karten   | keine – Nökkvi Sveinsson |
| Platzverweise  | Izudin Daði Dervic – keine |